# Boyertown
Boyertown  è un comune (borough) degli Stati Uniti d'America, nella contea di Berks nello Stato della Pennsylvania. Secondo il censimento del 2010 la popolazione è di 4.055 abitanti.

## Società

### Evoluzione demografica
La composizione etnica vede una maggioranza della razza bianca (97,1%), seguita da quella asiatica (0,6%) dati del 2010.
| borough di Boyertown Popolazione |       |
| 2000                             | 3.940 |
| 2010                             | 4.055 |